# Виженко Олександр Євгенович
Виженко Олександр Євгенович (10 вересня 1958, м.Полтава - 26 грудня 2018, м.Запоріжжя) — український актор, письменник, поет, казкар, відомий українському читачеві за книжками: «Історія запорозьких козаків для веселих дітлахів», «Легенди та казки Хортиці», «Абетка для дорослих ще й діток, щоби мовний цвів садок» (написана в форматі тавтограми), «Козацькі забави», «Україна кохання» . 
З 1981 по 1985 навчався в Київському національному університеті театру, кіно і телебачення імені Івана Карпенка-Карого. 
З 1985 по 2012 працював актором в Запорізькому академічному театрі молоді. 
Зіграні ролі: Попріщин «Нотатки божевільного», Бенволіо «Ромео і Джульєта», Божевільний глядач «Тринадцять ножів у спину революції», Жан Баяр «Публіці дивитися заборонено», Білогубов «Прибуткове місце», Хірін «Ювілей», Льотчик «Маленький принц», Поскіно «Романтики». 
Режисерські постановки: «Нотатки божевільного», «Тринадцять ножів у спину революції», «Маленький принц».
У 1992 році став переможцем міжнародного конкурсу молодих письменників Гранослов
Дослідницька праця “Україна кохання”, яка в основі своїй побудована на українському фольклорі, стала спробою автора розповісти сучасникам як українці ставилися до кохання у духовному і тілесному аспектах. Остання книга набула широкого розголосу. Журналісти охрестили автора “Батьком Української Камасутри”, а сам твір “першою українською еротичною енциклопедією”.
В 2014 році зробив повний еквіритмічний переклад на українську мову усіх пісень гурту Бітлз 
З травня 2015 року на ТРК Запоріжжя розпочав цикл передач «КАЗКИ ЗАПОРОЗЬКІ ВІД САНЬКА СИТА» під псевдонімом Санько Сито 

## Переклад пісеньБітлз
Робота над перекладом пісень легендарної ліверпульської четвірки стала копітким марафоном. Батько й син Виженки здолали його за сім місяців. Артем здійснив підрядковий переклад усіх 288 текстів, а Олександр переклав 222 пісні  в еквіритміці, у відповідності до розміру кожного даного пісенного твору групи «Бітлз», а ще з максимально-наближеною передачею сенсу і змісту кожного тексту. Цінність цього перекладу полягає в тому, що тотожність звукоряду, складів і наголосів дозволяє виконувати пісні синхронно з оригіналом.

## Видані книжки
- «ІСТОРІЯ ЗАПОРОЗЬКИХ КОЗАКІВ ДЛЯ ВЕСЕЛИХ ДІТЛАХІВ» (Перша частина) Видавництво «Комунар», Запоріжжя 1992р.[8]
- «ІСТОРІЯ ЗАПОРОЗЬКИХ КОЗАКІВ ДЛЯ ВЕСЕЛИХ ДІТЛАХІВ» (Друга частина) Видавництво ИПК «Запоріжжя», Запоріжжя 1993р. [9]
- «ЗЗ» (поэтический сборник) Видавництво ИПК «Запоріжжя», Запоріжжя 1993р.
- «ІСТОРІЯ ЗАПОРОЗЬКИХ КОЗАКІВ ДЛЯ ВЕСЕЛИХ ДІТЛАХІВ» Видавництво «Український письменник», Київ 1994р.
- «ПЕСТРЫЕ ЛОСКУТЬЯ БЫТИЯ» (поэтический сборник) Видавництво ИПК «Запоріжжя», Запоріжжя 1995р.
- «ЛЕГЕНДИ ТА КАЗКИ ХОРТИЦІ» Видавництво «Просвіта», Запоріжжя 2000р.
- «КОЗАЦЬКІ ЗАБАВИ» Видавництво «Підручники і посібники», Тернопіль 2005р.
- «КРИЛАТИЙ ВОВК» Видавництво «Просвіта», Запоріжжя 2005р. [10]
- «УРАЇНА КОХАННЯ» Видавництво «ДЕРКУЛ», Київ 2005р.
- «ЖИВИЦЯ-ЧУДОВИЦЯ» (дитячі веселі жартівливі пісні) Видавництво «Просвіта», Запоріжжя 2007р.
- «АБЕТКА для дорослих, ще й  діток, щоби мовний цвів садок» Видавництво «Брама-Україна», Черкаси 2007р. [11]
- «ПОСОХ, СУМА И ФЛЕЙТА» (серия «источник мудрости») (Притчи и высказывания Старчика) Издательство «ФЕНИКС», Ростов-на-Дону 2007г.
- «ПРИТЧИ ПУТЕВОДНАЯ ЗВЕЗДА ПЕРЕМЕН» (серия «источник мудрости») Издательство «ФЕНИКС», Ростов-на-Дону 2007г.
- «СЛАВЯНСКАЯ КНИГА ПЕРЕМЕН» (серия «Мудрость в притчах) Издательство «Золотое Сечение», г. Пенза 2007г.
- «ПРИТЧИ СТАРЧИКА» (серия «Мудрость в притчах) Издательство «Золотое Сечение», г. Пенза 2007г.
- «АХ, ЭТОТ НЕТЛЕННЫЙ ВИШНЕВЫЙ САД!» Издательство КП «ЗГТ «Днепровский металлург», Запоріжжя 2007р.
- «ІСТОРІЯ ЗАПОРОЗЬКИХ КОЗАКІВ ДЛЯ ВЕСЕЛИХ ДІТЛАХІВ» Видавництво «СВІТ», Львів 2008 р.[12]
- «ВЛАДИМИР НА ШЕЕ» Издательство КП «ЗГТ «Днепровский металлург», 2010
- «БАЙКИ ЗАПОРОЗЬКІ» Видавництво «Дніпровський металург», Запоріжжя 2012р.
- «ЯКЩО»(поетична збірка)Видавництво «Дніпровський металург», Запоріжжя 2013р.
- «СОНЕТИ ПАНА ШЕКСПІРА» (поетичний та підрядковий переклад сонетів; проект здійснено у співпраці з сином Артемом) Видавництво «Дніпровський металург», Запоріжжя 2013р.[13]